# مایسکی (استان آمور)
مایسکی (به لاتین: Maysky) یک منطقهٔ مسکونی در روسیه است که در استان آمور واقع شده‌است.